# جوزيف ويليس
جوزيف ويليس (بالإنجليزية: Joseph Willis)‏ هو لاعب كرة قدم بريطاني (وحمل سابقاً جنسية المملكة المتحدة لبريطانيا العظمى وأيرلندا) في مركز الدفاع، ولد في 21 أبريل 1896 في المملكة المتحدة، وتوفي في 10 أغسطس 1953. لعب مع نادي إيست فيف ونادي دمبرتون ونادي كيلمارنوك وBo'ness F.C. ‏.